# Констенша (містечко, Нью-Йорк)
Констенша (англ. Constantia) — місто (англ. town) в США, в окрузі Освіго штату Нью-Йорк. Населення — 4778 осіб (2020).

## Демографія
Згідно з переписом 2010 року, у місті мешкали 4973 особи в 1952 домогосподарствах у складі 1379 родин. Було 2343 помешкання
Расовий склад населення:
| - 97,9 % — білих - 0,4 % — корінних американців - 0,3 % — азіатів - 0,2 % — чорних або афроамериканців |

До двох чи більше рас належало 0,9 %. Частка іспаномовних становила 0,5 % від усіх жителів.
За віковим діапазоном населення розподілялося таким чином: 22,2 % — особи молодші 18 років, 64,3 % — особи у віці 18—64 років, 13,5 % — особи у віці 65 років та старші. Медіана віку мешканця становила 42,8 року. На 100 осіб жіночої статі у місті припадало 109,3 чоловіків;  на 100 жінок у віці від 18 років та старших — 108,4 чоловіків також старших 18 років.
Середній дохід на одне домашнє господарство  становив 71 582 долари США (медіана — 57 010), а середній дохід на одну сім'ю — 81 969 доларів (медіана — 65 000). Медіана доходів становила 44 596 доларів для чоловіків та 40 227 доларів для жінок. За межею бідності перебувало 6,6 % осіб, у тому числі 14,3 % дітей у віці до 18 років та 4,9 % осіб у віці 65 років та старших.
Цивільне працевлаштоване населення становило 2372 особи. Основні галузі зайнятості: освіта, охорона здоров'я та соціальна допомога — 19,4 %, виробництво — 13,4 %, роздрібна торгівля — 11,2 %, мистецтво, розваги та відпочинок — 9,7 %.